# Padri del Sacro Cuore
I Padri del Sacro Cuore vennero fondati in Belgio da nobili espatriati francesi per imitare la dissolta Compagnia di Gesù, soppressa da papa Clemente XIV nel 1773. Dopo la ricostituzione dell'ordine dei gesuiti, i padri del Sacro Cuore vi confluirono.

## Storia
La congregazione venne fondata a Eegenhoven (Lovanio) l'8 maggio 1794 da François-Léonor de Tournély e Charles de Broglie, due seminaristi di San Sulpizio a Parigi espatriati dopo lo scoppio della Rivoluzione francese.
A causa dell'avanzata delle truppe francesi, i primi cinque padri del Sacro Cuore dovettero lasciare il Belgio. Clemente Venceslao di Sassonia, vescovo di Augusta, offrì loro protezione: diede loro prima una sede a Leitershofen, poi una a Göggingen. In Baviera il 15 ottobre 1794 i soci diedero formalmente inizio alla nuova famiglia religiosa consacrandosi ai Sacri Cuori di Gesù e Maria ed emettendo la promessa di perseveranza e il voto di speciale obbedienza al papa.
La comunità ebbe una sede definitiva ad Hagenbrunn, presso Vienna, in una tenuta messa a disposizione dai canonici regolari di Klosterneuburg. Nel 1797 de Tournély, superiore della comunità, morì e il suo successore, Joseph Varin, accettò l'unione del suo istituto con la Società della Fede di Gesù di Niccolò Paccanari (18 aprile 1799), che aveva le stesse finalità.
Benché i padri del Sacro Cuore fossero più numerosi (erano circa cinquanta, mentre i paccanaristi erano solo 19) e meglio preparati, la nuova società continuò a portare il titolo di quella di Paccanari, che fu anche nominato superiore generale. Nel 1804, poiché Paccanari osteggiava il passaggio dei membri della Società alla Compagnia di Gesù, parzialmente restaurata in Russia e a Napoli, Varin sciolse l'unione.
Quando papa Pio VII ripristinò completamente la Compagnia di Gesù (30 luglio 1814) padri del Sacro Cuore confluirono nell'ordine: Varin emise la sua professione il 19 luglio 1814.